# Gia Sinh
Gia Sinh là một xã thuộc huyện Gia Viễn, tỉnh Ninh Bình, Việt Nam.

## Địa lý
Xã Gia Sinh nằm ở cực nam huyện Gia Viễn, thuộc hữu ngạn sông Hoàng Long, cách trung tâm thành phố Ninh Bình 16 km, có vị trí địa lý:
- Phía đông giáp huyện Hoa Lư và xã Gia Tiến
- Phía nam giáp huyện Hoa Lư và huyện Nho Quan
- Phía tây nam giáp huyện Nho Quan
- Phía bắc giáp các xã Gia Phong, Gia Tiến, Gia Lạc và Gia Trung.

Xã Gia Sinh có diện tích 20,72 km², dân số năm 2019 là 6.686 người, mật độ dân số đạt 323 người/km².
Xã nằm trên quốc lộ 38B và Đại lộ Tràng An (đường nối chùa Bái Đính - Cúc Phương) đi qua.

## Lịch sử
Xã Gia Sinh được thành lập theo quyết định 1506/QD-TCCP ngày 18/12/1976 từ các xã Gia Sinh, Gia Tiến, Gia Ninh.

## Du lịch
Qua điều tra của viện quy hoạch rừng đã thống kê được trong khu rừng đặc dụng Hoa Lư có 677 loài thực vật, trong đó có 311 loài có thể dùng làm thuốc, 10 loài nằm trong danh sách đỏ Việt Nam. Địa phận xã Gia Sinh cũng nằm trong quần thể du lịch Tràng An với Khu văn hóa tâm tinh (98 ha), khu hồ Đàm Thị (107 ha), Khu núi chùa Bái Đính (180 ha). Các hang động và cảnh đẹp thiên nhiên kỳ thú.
Vùng đồi núi Gia Sinh gắn liền với cái tên làng Sinh Dược (làng thuốc sống). Theo truyền thuyết thì cái tên Sinh Dược đó do chính Lý Quốc Sư đã dùng cây thuốc ở đây chữa bệnh. Từ các loại thảo dược này ông đã chữa bệnh nan y cho vua Lý Thần Tông và bào chế ra nhiều loại thuốc chữa bệnh cho nhân dân, ông đã truyền lại cho dân nhiều bài thuốc hay và sử dụng thuốc nam, châm cứu chữa bệnh. Đến nay vùng đồi núi Sinh Dược, Gia Sinh vẫn còn nhiều cây thuốc quý như: Bình vôi, Ngành ngạnh, Hoài sơn, Khúc Khắc, Mặt quỷ, Bòn bọt, Hà thủ ô, Hy thiêm thảo, chè vằng, Thiên niên Kiện, Bố chính sâm...

### Di tích
Gia Sinh là xã trong phạm vi ranh giới Quần thể danh thắng Tràng An - Tam Cốc - Bích Động đã được Chính phủ Việt Nam xếp hạng di tích quốc gia đặc biệt quan trọng và UNESCO công nhận là di sản thế giới kép từ năm 2014.
Trong lịch sử, Gia Sinh đã từng là căn cứ Nhà Trần trong thời kỳ chống quân nguyên Mông. Thế kỷ thứ 18 nghĩa quân Tây Sơn đã làm lễ cờ dưới chân núi trước khi tiến quân ra Thăng Long tiêu diệt quân Thanh. Trong thời kỳ chống thực dân Pháp nơi đây cũng là một căn cứ địa chống pháp.
Gia Sinh là xã nằm ở phía tây không gian văn hóa Hoa Lư tứ trấn nên có nhiều di tích thuộc quần thể di tích Cố đô Hoa Lư và những phong tục văn hóa lâu đời. Trên địa bàn xã có nhiều di tích quý như chùa Bái Đính lớn nhất Đông Nam Á là nơi thờ thần Cao Sơn, Đức Thánh Nguyễn; hang Sinh Dược là một hang sâu có cảnh quan đẹp và đình Sinh Dược là nơi thờ thần Quý Minh Đại Vương, miếu thờ Ngọc Quang công chúa thời Lý Thái Tông.
Xã Gia Sinh cũng là một trong số xã được công nhận Anh hùng lực lượng vũ trang nhân dân ở Ninh Bình.

### Chùa Bái Đính
Quần thể chùa Bái Đính ở xã Gia Sinh gồm một khu chùa cổ và một khu chùa mới được xây dựng từ năm 2003. Chùa nằm trên sườn núi, giữa những thung lũng mênh mông hồ và núi đá, ở cửa ngõ phía tây vào cố đô Hoa Lư. Kiến trúc hoành tráng, đồ sộ nhưng mang đậm bản sắc truyền thống phù hợp với tâm lý hiếu kỳ, tò mò của người Việt Nam thời nay. Chính vì vậy mà nơi đây sớm trở thành một điểm đến nổi tiếng. Chùa Bái Đính được các báo giới tôn vinh là một quần thể chùa lớn nhất Đông Nam Á.

### Miếu thờ Ngọc Quang Công chúa
Ngọc Quang công chúa: Tên thật là Vương Thị Tiên, có miếu thờ ở xã Gia Sinh, huyện Gia Viễn, tỉnh Ninh Bình. Tương truyền, bà có công giúp Hai Bà Trưng đánh giặc và gieo mình tự vẫn tuẫn tiết tại xã Hữu Bị, huyện Mỹ Lộc, phủ Thiên Trường, Nam Định. Sau này đến đời vua Lý Thái Tông có năm hạn hán lớn, nhà vua lập đàn cầu mưa, bà còn hiển linh giúp dân chống hạn. Nhà vua giáng chỉ cho dân địa phương thờ phụng theo nghi lễ đầy đủ hơn và tặng thêm hai chữ trong duệ hiệu, thành: Ngọc Quang Thiên Hương Công Chúa

### Đàn Kính Thiên
Đàn Kính Thiên Tràng An là công trình kiến trúc được phục dựng để bảo tồn và phát huy giá trị lịch sử của kinh đô Hoa Lư xưa. Đàn Tế Trời là nơi thờ Ngọc Hoàng Thượng đế cùng các vị thần trên thiên đình là Nam Tào, Bắc Đẩu, Phạm Thiên, Đế Thích và là nơi thực hiện các nghi lễ do Đức Vua chủ trì. Theo Đại Việt sử ký toàn thư, sau khi dẹp loạn 12 sứ quân, giang sơn thu về một mối, vào ngày 10/3 Âm lịch năm 968, Đinh Bộ Lĩnh cho lập đàn tế Thiên ở phía Tây kinh đô Hoa Lư, để tế cáo trời đất, công bố với thiên hạ, xưng là Đại Thắng Minh Hoàng Đế, đặt tên nước là Đại Cồ Việt, lấy niên hiệu là Thái Bình.
Lễ đàn kính Thiên Tràng An được tái hiện bằng hình thức sân khấu hóa đàn tế Thiên nhằm gợi nhớ cội nguồn xưa, gồm 4 phần: lễ rước, lễ đăng quang-sắc phong, lễ tế Thiên và chương trình nghệ thuật chào mừng.
Các vị thần được thờ ở Đàn Kính Thiên gồm:
- Ngọc Hoàng thượng đế là vị vua tối cao của bầu trời, là người cai quản vũ trụ.
- Nam Tào là người ghi sổ sinh
- Bắc Đẩu là người ghi sổ tử
- Phạm Thiên là vị thần được sinh ra trước hết trên thế giới này, thường được xem là đấng sáng tạo và sinh ra loài người.
- Đế Thích là thần Indra, vị thần làm ra mưa và sấm sét.